# Bucium (okręg Alba)
Bucium – wieś w Rumunii, w okręgu Alba, w gminie Bucium. W 2011 roku liczyła 99 mieszkańców.